# Heterormista fulvitaenia
Heterormista fulvitaenia là một loài bướm đêm trong họ Erebidae.